# La vita che verrà
La vita che verrà è una miniserie televisiva di quattro puntate del 1999, diretta da Pasquale Pozzessere per Rai Fiction: racconta sedici anni di storia italiana, dalla liberazione di Roma nel 1944 fino ai giochi olimpici del 1960, attraverso le vicende di quattro giovani sopravvissuti alla guerra.

## Trama
A Roma, sul carro ferroviario di un convoglio di deportati bloccato in stazione dall'arrivo degli americani, il 4 giugno 1944 una signora ebrea partorisce, aiutata dalla cameriera Nunzia, ma muore nel dare alla luce il bambino. Nunzia rimane sola con il piccolo e con Lela di otto anni, l'altra figlia della donna deceduta. Il padre dei bambini, l'ingegner Padovani, è già stato deportato e si trova nel campo di concentramento di Dachau.
Romano, un ambulante napoletano, che possiede un modesto autocarro e segue gli americani nei loro spostamenti, viene incaricato di accompagnare Nunzia con i bambini in un ricovero per sfollati ricavato in un vecchio cinema nel popolare quartiere della Garbatella.
Nei pressi del ricovero, in un'abitazione di loro proprietà, vivono fratello e sorella: Pietro, tipografo, e Rosa, sarta. Romano trova alloggio nella loro soffitta. Nunzia e gli altri affrontano con coraggio i giorni difficili della ricostruzione e guardano al futuro: Pietro farà la corte a Nunzia e Romano a Rosa. I quattro giovani convoleranno a nozze in uno stesso giorno del 1946 e poi vivranno insieme nello stesso appartamento.
Nel mentre, rientrano in Italia gli scampati all'olocausto e il 2 giugno 1946 la repubblica prevale sulla monarchia. Anche l'ingegner Padovani è rientrato dalla prigionia e ha ripreso con sé Lela e il piccolo Antonio. Lavorerà in seguito nelle ricerche petrolifere dell'ente nazionale guidato da Enrico Mattei e parteciperà alla costruzione dell'autostrada del Sole.
Anche la situazione lavorativa dei quattro giovani, intanto, comincia a migliorare: Pietro è un esperto ed apprezzato tipografo, Nunzia impara a scrivere su una macchina donatale dall'ingegnere come regalo di nozze e fa la dattilografa, Romano diventa tassista e Rosa lavora per conto di una casa di moda.
Nascono i primi figli ed entrambe le coppie hanno un maschietto. Michele, il figlio di Pietro e Nunzia, sarà uno sportivo; Giovanni di Romano e Rosa, con dispiacere del padre, avrà un'indole introversa e un animo poetico.
La vita di Romano è complicata sia dal ritorno del fratello Nicola dalla campagna di Russia in stato di confusione mentale, sia dalla sua adesione al P.C.I. che lo porterà a vivere un'intensa storia d'amore con Viviana, funzionaria del partito, anche se poi tornerà alla vita familiare e lascerà la militanza politica dopo l'intervento dell'URSS in Ungheria nel 1956.
Nello stesso anno, Pietro si trasferisce con Nunzia e Michele a Padova, dove nascerà la secondogenita Sara, e tenterà di acquistare una tipografia indebitandosi con le banche. Oberato dalle scadenze e prossimo al fallimento, si getta a capofitto nel lavoro, costringendo le maestranze a turni massacranti che porteranno anche ad un incidente in cui perderà la mano il suo miglior operaio.
Dopo pochi anni Nunzia, stanca dell'arrivismo e della caparbietà di Pietro che antepone il lavoro a tutto, parte con i figli per Genova dove vive un'amica e dove trova lavoro come cameriera in un locale alla moda.
Nel 1960 Michele raggiunge il padre Pietro a Padova mentre quest'ultimo sta vivendo il fallimento dell'azienda, rischiando, tra l'altro, l'accusa di bancarotta. Quando vengono apposti i sigilli alla tipografia, Pietro va con Michele a Roma da Romano, mentre sono in svolgimento i giochi olimpici. Rosa, intanto, è in attesa del secondo figlio e sta al mare con Giovanni insieme a Nunzia che, nel frattempo, è arrivata da Genova con Sara. Romano viene a sapere da Michele del fallimento di Pietro e, per aiutarlo a ripianare l'ammanco, vende la casa ereditata dal fratello, da poco deceduto in un ospedale psichiatrico.
Infine anche Pietro e Romano raggiungono la casa al mare dove le famiglie si riuniscono ritrovando la serenità dei vecchi tempi e ricominciando a guardare con speranza alla vita.